# Síndrome de Lynch
La síndrome de Lynch (o càncer colorectal hereditari no associat a poliposi, sovint denominat per l'abreviatura en anglès HNPCC) és un trastorn genètic autosòmic dominant que té un alt risc de càncer de còlon, així com altres tipus de càncer, incloent el càncer d'endometri (el segon més comú en aquesta síndrome), ovari, estómac, intestí prim, tracte hepatobiliar, les vies urinàries altes, cervell i pell. El major risc d'aquests càncers es deu a mutacions hereditàries que alteren la reparació d'ADN. És un tipus de síndrome de càncer familiar.